# NGC 700
NGC 700 est une galaxie lenticulaire située dans la constellation d'Andromède. NGC 700 a été découverte par l'ingénieur irlandais Bindon Stoney en 1850.

## Caractéristiques
Sa vitesse par rapport au fond diffus cosmologique est de 4 322 ± 20 km/s, ce qui correspond à une distance de Hubble de 63,7 ± 4,5 Mpc (∼208 millions d'al).

## Groupe d'UGC 1344

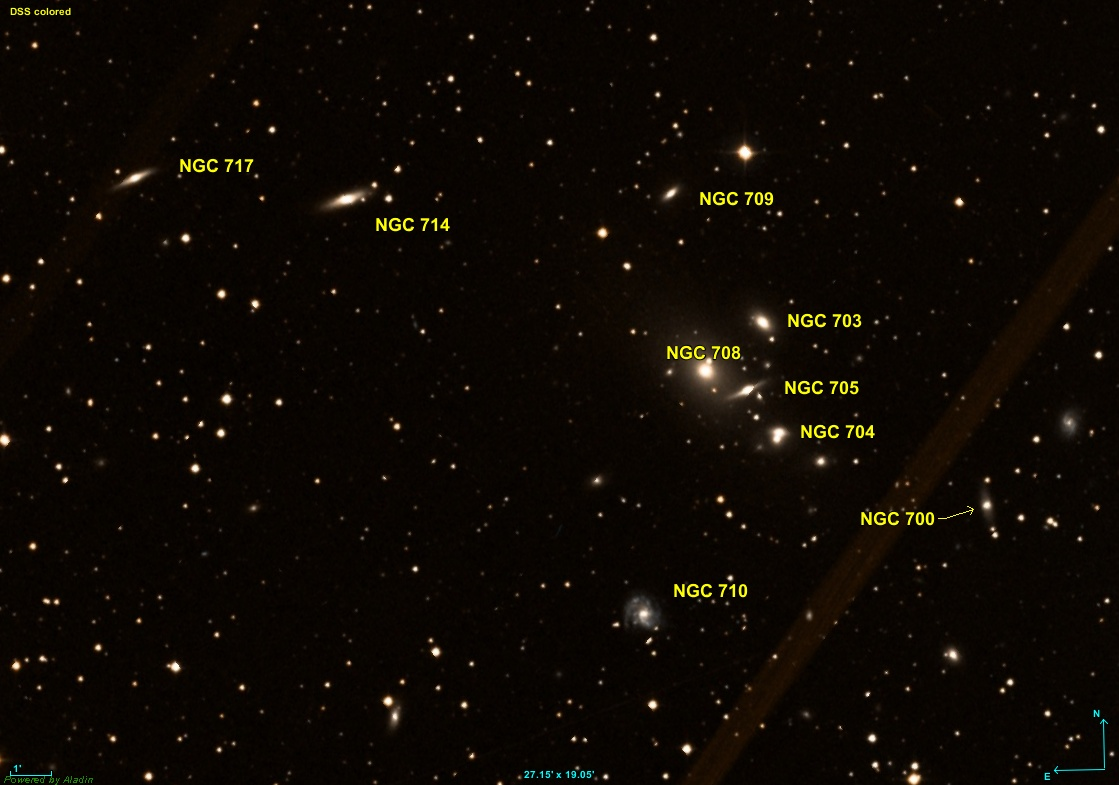
L'amas galactique Abell 262. NGC 759 est en dehors du champ de l'image, à gauche.

NGC 700 fait partie du groupe d'UGC 1344. Outre UGC 1344, ce groupe comprend au moins 7 autres galaxies. Deux autres galaxies du catalogue NGC font partie de ce groupe, NGC 688 et NGC 714.

## Groupe de NGC 669
D'autre part, la galaxie CGCG 522-30 fait partie du groupe de NGC 669. Mais, cette galaxie est identifiée à NGC 700 en plusieurs endroits. Le groupe de NGC 699 comprend plus d'une trentaine de galaxies, dont 15 figurent au catalogue NGC et 3 au catalogue IC.  

## Amas galactique Abell 262
NGC 700 fait aussi partie de l'amas de galaxies Abell 262, un sous-ensemble du superamas de Persée-Poissons. Les autres galaxies NGC de cet amas, qui comprend plus de 100 membres, sont : NGC 703, NGC 704, NGC 705, NGC 708, NGC 709, NGC 710, NGC 714, NGC 717 et NGC 759.